# Капуцин
Капуцин (Cebus) — рід мавп з родини Капуцинові (Cebidae).

## Поширення
Ареал роду включає простори тропічних лісів від Гондураса на півночі до Південної Бразилії на півдні.

## Види
Об'єднує до тридцяти підвидів, згрупованих у чотири види. 
Види у складі родини:
- Cebus albifrons
- Cebus apella
- Cebus capucinus
- Cebus kaapori
- Cebus libidinosus
- Cebus nigritus
- Cebus olivaceus
- Cebus queirozi
- Cebus xanthosternos